# Llista de pel·lícules de Bola de Drac
Aquesta és una Llista de pel·lícules de Bola de Drac, basades en el manga i la sèrie de dibuixos animats d'Akira Toriyama
| 1986 | La llegenda del drac Sheron                                         |
| 1987 | La bella dorment al castell del mal                                 |
| 1988 | Aventura mística                                                    |
| 1989 | En Garlick Júnior immortal                                          |
| 1990 | El més fort del món                                                 |
| 1990 | Superbatalla al món                                                 |
| 1991 | El Superguerrer Son Goku                                            |
| 1991 | Els rivals més forts                                                |
| 1992 | Lluita entre guerrers de força il·limitada                          |
| 1992 | La superbatalla dels tres Superguerrers                             |
| 1993 | La batalla ardent                                                   |
| 1993 | Els guerrers de les galàxies                                        |
| 1994 | El duet perillós! Els superguerrers no dormen                       |
| 1994 | La derrota del superguerrer! La victòria serà meva                  |
| 1995 | La resurrecció de la fusió! En Son Goku i en Vegeta                 |
| 1995 | L'explosió del puny del drac! Si en Son Goku no ho fa, qui ho farà? |
| 1996 | El camí per ser el més fort                                         |

| 2013 | La Batalla dels Déus        |
| 2014 |                             |
| 2015 | La Resurrecció d'en Freezer |
| 2016 |                             |
| 2017 |                             |
| 2018 | Broly                       |
| 2019 |                             |
| 2020 |                             |
| 2021 |                             |
| 2022 | El Superheroi               |

## Rerefons

### Emissió original (1986–1996)
Durant l'emissió original de la franquícia (1986-1997), Toei va produir pel·lícules de Bola de Drac ràpidament, sovint dues a l'any per coincidir amb les vacances de primavera i estiu japoneses. En aquest període es van produir disset pel·lícules: tres pel·lícules de Bola de Drac de 1986 a 1988, tretze pel·lícules de Bola de Drac Z de 1989 a 1995 i, finalment, una pel·lícula per al desè aniversari que es va estrenar el 1996 i va adaptar l'arc de la cinta vermella de la sèrie original. Aquestes pel·lícules tenen una durada inferior al llargmetratge (uns 45-60 minuts cadascuna), excepte la pel·lícula de 1996, amb 80 minuts. Aquestes pel·lícules eren majoritàriament relats alternatius de certs arcs de la història que involucraven personatges nous o històries secundàries addicionals que no es correlacionen amb la mateixa continuïtat que el manga o la sèrie de televisió.
En general, es van projectar juntament amb altres pel·lícules de Toei per a aquella temporada com a esdeveniments teatrals especials al Japó. De la primera a la cinquena pel·lícula es van mostrar al Festival de Manga de Toei (東映まんがまつり, Tōei Manga Matsuri), mentre que les pel·lícules de la sisena a la dissetena es van mostrar a la Fira de l'Anime Toei (東映アニメフェア, Toei Anime Fea). El 1996, les primeres setze pel·lícules d'anime havien venut 50 milions d'entrades i havien recaptat més de 40.000 milions de iens a la taquilla japonesa, convertint-la en la pel·lícula d'anime més taquillera fins aleshores, a més de vendre més de 500.000 unitats de vídeo domèstic al Japó.
En català central s'havien doblat en el seu moment per a televisió les pel·lícules de l'emissió original excepte de la 13a a la 16a, fins al 2023 que es van doblar per a format domèstic.

### Revifada de l'anime (2013–actualitat)
La franquícia va tornar amb Bola de Drac Z: La Batalla dels Déus (2013), la primera pel·lícula d'animació des de 1996, i la primera produïda amb la participació de Toriyama. La pel·lícula, una seqüela de la sèrie original, es va convertir en la més reeixida de la franquícia en aquell moment. A diferència de les pel·lícules clàssiques del circuit de pel·lícules, les del 2013 en endavant es van desenvolupar amb una estrena en cinemes internacional prevista des del principi, sota la 20th Century Fox, ara propietat de The Walt Disney Company. La Batalla de Déus la va seguir Bola de Drac Z: La Resurrecció d'en Freezer el 2015. La segona pel·lícula va introduir en Jaco a l'anime, un personatge que havia debutat al manga spin-off de Toriyama Jaco: the Galactic Patrolman el 2013. Aquestes dues pel·lícules van ser adaptades per a la sèrie de televisió Dragon Ball Super, amb les trames de les dues pel·lícules formant arcs de diversos episodis a principis de l'emissió del programa.
Les pel·lícules posteriors adoptarien el sobrenom de Super, començant per Dragon Ball Super: Broly (2018), que va recaptar més de 100 milions de dòlars a tot el món i és, a juny de 2020, la 12a pel·lícula d'anime més taquillera de tots els temps. Tant La Resurrecció d'en Freezer com Broly tenen un 82% d'aprovació a Rotten Tomatoes. Una segona pel·lícula de la saga Super, Bola de Drac Super: el Superheroi, es va estrenar el 2022, sent el primer producte doblat al català per Crunchyroll. Totes les pel·lícules d'aquesta època s'han doblat al català central.

## Pel·lícules
Pel·lícules de Bola de Drac ·       Pel·lícules de Bola de Drac Z ·       Pel·lícules de Dragon Ball Super
| Núm. | Títol en català Títol en japonès | Títol en valencià                        | Data d'estrena al Japó | Data d'estrena als Països Catalans          |
| ---- | --- | ---------------------------------------- | ---------------------- | ------------------------------------------- |
| 1    | La llegenda del drac Sheron Shenlong no Densetsu (神龍の伝説)                                                                                            | La llegenda del drac diví                | 20 de desembre de 1986 | 11 de setembre de 1993                      |
| 2    | La bella dorment al castell del mal Majinjō no Nemuri Hime (魔神城のねむり姫)                                                                            | Goku i Bulma en el castell del dimoni    | 18 de juliol de 1987   | 12 de setembre de 1993 19 de març de 1993   |
| 3    | Aventura mística Makafushigi Daibōken (魔訶不思議大冒険)                                                                                                 | Les set boles del drac                   | 9 de juliol de 1988    | 25 de desembre de 1993                      |
| 17   | El camí per ser el més fort Saikyō e no Michi (最強への道)                                                                                               |                                          | 2 de març de 1996      | 23 d'octubre de 2002                        |
| 4    | En Garlick Júnior immortal Ora no Gohan o Kaese!! (オラの悟飯をかえせッ!!)                                                                               | El segrest de Son Gohan                  | 15 de juliol de 1989   | 26 de desembre de 1993                      |
| 5    | El més fort del món Kono Yo de Ichiban Tsuyoi Yatsu (この世で一番強いヤツ)                                                                               | Son Goku: L'home més fort del món        | 10 de març de 1990     | 9 d'octubre de 1993 1 de gener de 1994      |
| 6    | Superbatalla al món Chikyū Marugoto Chōkessen (地球まるごと超決戦)                                                                                       | Súper batalla en el món                  | 7 de juliol de 1990    | 2 de gener de 1994                          |
| 7    | El Superguerrer Son Goku Sūpā Saiya-jin da Son Gokū (超サイヤ人だ孫悟空)                                                                                 | Son Goku, el Superguerrer                | 19 de març de 1991     | 13 de novembre de 1993 15 de febrer de 1994 |
| 8    | Els rivals més forts Tobikkiri no Saikyō tai Saikyō (とびっきりの最強対最強)                                                                             | El rival més fort de Son Goku            | 21 de juliol de 1991   | 16 de febrer de 1994 8 de juny de 1994      |
| 9    | Lluita entre guerrers de força il·limitada Gekitotsu!! Hyaku-Oku Pawā no Senshi-tachi (激突!!100億パワーの戦士たち)                                      | El poder dels Superguerrers              | 7 de març de 1992      | 17 de febrer de 1994 12 d'octubre de 1993   |
| 10   | La superbatalla dels tres Superguerrers Kyokugen Batoru!! San Dai Sūpā Saiya-jin (極限バトル!!三大超サイヤ人)                                            | La batalla dels tres Superguerrers       | 11 de juliol de 1992   | 4 de gener de 1995 9 de setembre de 1995    |
| 11   | La batalla ardent Moetsukiro!! Nessen Ressen Chō-Gekisen (燃えつきろ!!熱戦・烈戦・超激戦)                                                                | La guerra del Foc                        | 6 de març de 1993      | 5 de gener de 1995 8 de setembre de 1995    |
| 12   | Els guerrers de les galàxies Ginga Giri-Giri!! Butchigiri no Sugoi Yatsu (銀河ギリギリ!!ぶっちぎりの凄い奴)                                              | Son Gohan, el Superguerrer de la galàxia | 10 de juliol de 1993   | 2 de gener de 1995 10 de setembre de 1995   |
| 13   | El duet perillós! Els superguerrers no dormen Kiken na Futari! Sūpā Senshi wa Nemurenai (危険なふたり!超戦士はねむれない)                                |                                          | 12 de març de 1994     | 29 de setembre de 2023                      |
| 14   | La derrota del superguerrer! La victòria serà meva Sūpā Senshi Gekiha!! Katsu no wa Ore da (超戦士撃破!!勝つのはオレだ)                                  |                                          | 9 de juliol de 1994    | 29 de setembre de 2023                      |
| 15   | La resurrecció de la fusió! En Son Goku i en Vegeta Fukkatsu no Fusion!! Goku to Begīta (復活のフュージョン!!悟空とベジータ)                             |                                          | 4 de març de 1995      | 29 de setembre de 2023                      |
| 16   | L'explosió del puny del drac! Si en Son Goku no ho fa, qui ho farà? Ryū-Ken Bakuhatsu!! Gokū ga Yaraneba Dare ga Yaru (龍拳爆発!!悟空がやらねば誰がやる) |                                          | 15 de juliol de 1995   | 29 de setembre de 2023                      |
| 18   | La batalla dels déus Kami to Kami (神と神) | La batalla dels déus                     | 30 de març de 2013     | 30 de maig de 2014 29 d'octubre de 2015     |
| 19   | La resurrecció d'en Freezer Fukkatsu no F (復活の「F」)                                                                                                  |                                          | 18 d'abril de 2015     | 6 de novembre de 2015                       |
| 20   | Bola de Drac Super: Broly Dragon Ball Super: Broly (ドラゴンボール超スーパー ブロリー)                                                                   |                                          | 14 de desembre de 2018 | 1 de febrer de 2019                         |
| 21   | Bola de Drac Super: el Superheroi Dragon Ball Super: Super Hero (ドラゴンボール超：スーパーヒーロー)                                                     |                                          | 11 de juny de 2022     | 2 de setembre de 2022                       |

## Pel·lícules d'acció real
Pel·lícules d'acció real de Bola de Drac
| Núm. | Títol en català Títol original | Data d'estrena original               | Data d'estrena a Catalunya |
| ---- | --- | ------------------------------------- | -------------------------- |
| 1    | lit. ‘Bola de drac: combateix Son Goku, guanya Son Goku’ Deuraegon Bol Ssawora Son o gong, Igyeora Son o gong (드래곤볼 싸워라 손오공 이겨라 손오공) | 12 de desembre de 1990                |                            |
| 2    | Bola de drac: Comença la màgia Xīn qī lóng zhū: Shénlóng de chuán shuō (新七龍珠 神龍的傳說)                                                         | Novembre de 1991                      | 1991                       |
| 3    | Dragonball Evolution | 13 de març de 2009 10 d'abril de 2009 | 8 d'abril de 2009          |

## Especials per a televisió
Especials de Bola de Drac Z ·       Especials de Bola de Drac GT ·       Especials de Dragon Ball Super
| Núm. | Títol en català Títol en japonès | Títol en valencià                               | Data d'estrena al Japó | Data d'estrena als Països Catalans        |
| ---- | --- | ----------------------------------------------- | ---------------------- | ----------------------------------------- |
| 1    | El pare d'en Son Goku Tatta Hitori no Saishū Kessen ~Furīza ni Idonda Zetto-senshi Son Gokū no Chichi~ (たったひとりの最終決戦〜フリーザに挑んだZ戦士 孫悟空の父〜)                                                 | El pare de Son Goku                             | 17 d'octubre de 1990   | 3 de gener de 1995 17 de setembre de 1995 |
| 2    | En Son Gohan i en Trunks Zetsubō e no Hankō!! Nokosareta Chō-Senshi Gohan to Torankusu (絶望への反抗!!残された超戦士・悟飯とトランクス)                                                                             | Gohan i Trunks, l'única alternativa als Ciborgs | 23 de febrer de 1993   | 17 de juny de 1995 16 de setembre de 1995 |
| 3    | Cent anys després Gokū gaiden! Yūki no akashi wa Sūshinchū (悟空外伝！ 勇気の証しは四星球) |                                                 | 26 de març de 1997     | 6 de novembre de 2002                     |
| 4    | lit. ‘El combat definitiu de tots els universos! En Goku contra en Jiren!’ Korezo zen uchū ichi no kyūkyoku batoru! Son Gokū bāsasu Jiren!! (これぞ全宇宙一の究極バトル！孫悟空VSジレン！！)                        |                                                 | 8 d'octubre de 2017    |                                           |
| 5    | lit. ‘Celebració de l'estrena de la pel·lícula! Especial de "Dragon Ball Super" previ a l'estrena!’ Eiga Kōkai Kinen! 'Doragon Bōru Sūpā' Kōkai Chokuzen Supesharu!! (「ドラゴンボール超」公開直前スペシャル ！ ！) |                                                 | 2 de desembre de 2018  |                                           |

## OVAs
OVAs de Bola de Drac Z
| Núm. | Tïtol | Data d'estrena al Japó |
| ---- | --- | ---------------------- |
| 1    | Doragon Bōru Zetto Gaiden Saiyajin Zetsumetsu Keikaku (ドラゴンボールZ外伝 サイヤ人絶滅計画) lit. ‘Bola de drac Z Gaiden: El pla per erradicar els Saiyans’                          | 6 d'agost de 1993      |
| 2    | Doragon Bōru Ossu! Kaette kita Son Gokū to nakama-tachi!! (ドラゴンボール オッス！帰ってきた孫悟空と仲間たち！！) lit. ‘Bola de drac: Ei! El retorn d'en Son Goku i els seus amics!’ | 21 de setembre de 2008 |
| 3    | Sūpā Saiya-jin Zetsumetsu Keikaku !! (超サイヤ人絶滅計画?) lit. ‘El pla per erradicar els Saiyans’                                                                                   | 11 de novembre de 2010 |
| 4    | Doragon Bōru Episōdo obu Bādakku (ドラゴンボール エピソード オブ バーダック) lit. ‘Bola de drac: Episodi d'en Bardock’                                                               | 17 de desembre de 2011 |

## Curts educatius
Curts educatius de Bola de Drac
| Núm. | Títol                                                                    | Data d'estrena al Japó |
| ---- | ------------------------------------------------------------------------ | ---------------------- |
| 1    | Gokū no kōtsūanzen (悟空の交通安全) lit. ‘En Goku i la seguretat viària’ | Juny de 1988           |
| 2    | Gokū no Shōbōtai (悟空の消防隊) lit. ‘Goku, el bomber’                   | Juny de 1988           |